# Lycosphingia
Lycosphingia är ett släkte av fjärilar. Lycosphingia ingår i familjen svärmare.
Kladogram enligt Catalogue of Life:
| Lycosphingia | \| \| Lycosphingia hamatus \| \| \| \| \| \| Lycosphingia hollandi \| \| \| \| |
|              | \| \| Lycosphingia hamatus \| \| \| \| \| \| Lycosphingia hollandi \| \| \| \| |
|              | Lycosphingia hamatus                                                           |
|              |                                                                                |
|              | Lycosphingia hollandi                                                          |
|              |                                                                                |